# Cova del Penitent
La cova del Penitent és una balma situada a la vall del torrent de Salvatges, al municipi de Granera, al Moianès, en terres de la masia de Salvatges. És a un entrant a la cinglera de Salvatges, situada a sobre del camí de Salvatges i a llevant de la masia homònima. Té una llargada de 44 m i una fondària màxima de 9,5 m. És a 901 m d'alçada.
La cova està inclosa dins dels límits de l'Espai d'Interès Natural Gallifa i situada dins dels límits del projecte de recuperació de l'àliga cuabarrada (Aquila fasciata), entre d'altres espècies. A la cinglera on es troba hi ha un punt d'observació i alimentació suplementària per aquestes espècies.
Està inventariat com a element de patrimoni natural al Mapa de Patrimoni Cultural de la Diputació de Barcelona, tot i que no té cap protecció legal.

## Situació

La cova del Penitent, respecte del terme de Granera

La cova del Penitent és a la vall de Salvatges, situada al sector sud-oriental del terme municipal de Granera. Es troba al vessant dret del torrent de la Font de la Teula, tributari del torrent de Salvatges, al nord-oest de l'antic vinyar anomenat el Pi de la Llagosta i al sud-oest de l'extrem meridional de la serra dels Tudons.
A sobre la cinglera on hi ha la cova del Penitent, a uns 250 m cap a l'est, hi ha el dipòsit de la cova del Penitent, un dipòsit d'aigües potables construït per l'Ajuntament de Granera el 2007. Des del camí de Salvatges, a sota la cova, al cap d'uns 300 m en direcció est hi ha l'inici del camí de les Febres, que va del camí de Salvatges a la carena de coll d'Ases, on hi ha la pista que uneix Gallifa amb la carretera BV-1245.

## Toponímia
La denominació de "cova del Penitent" prové que, segons la tradició, s'hi estava un home anomenat Peret de les Monges que també podria haver estat anomenat el Penitent.

## Descripció

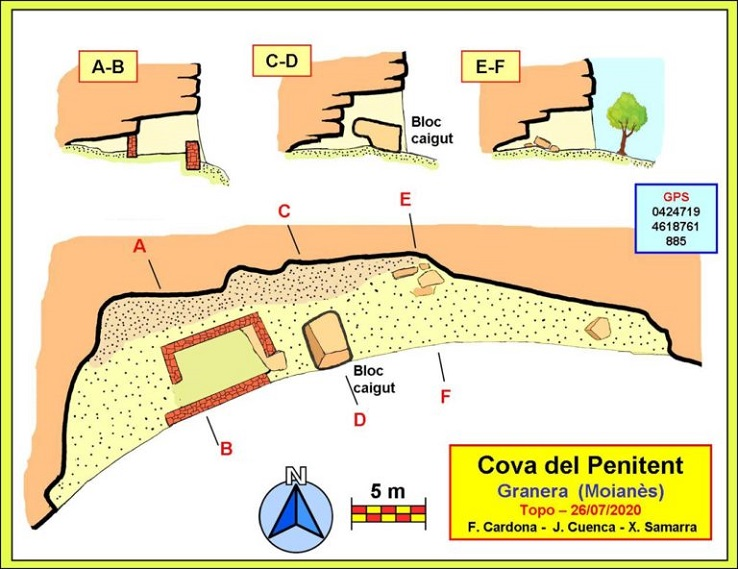
Mapa topogràfic de la cova del Penitent fet per l'Espeleo Club Muntanyenc Barcelonès i el Grup d'Espeleologia de Badalona el 2020

La balma està orientada cap al sud i fa 44 m de llargada i té una fondària màxima de 9,5 m. La meitat occidental és més ample i presenta restes d'una antiga construcció de planta rectangular, de la qual només es conserven parts de les parets, bastides en pedra de diverses mides sense treballar i lligades amb morter. Aquesta cambra té unes mides interiors de 6,4 x 3,2 m i una alçada de sostre al voltant dels 2,3 m. Alguns dels murs fan gairebé un metre de gruix.
El sostre de la balma està molt condicionat pels plans d'estratificació, gairebé horitzontals. L'erosió causada per l'aigua fa que la pedra de la balma tingui unes formes sinuoses i foradades en determinats llocs. Al mig de la balma hi ha un gran bloc després del sostre que divideix la cavitat en dos. A uns 50 m a ponent de la cavitat hi ha unes petites obertures naturals a la roca natural a mode d'aixoplucs.

## Galeria d'imatges

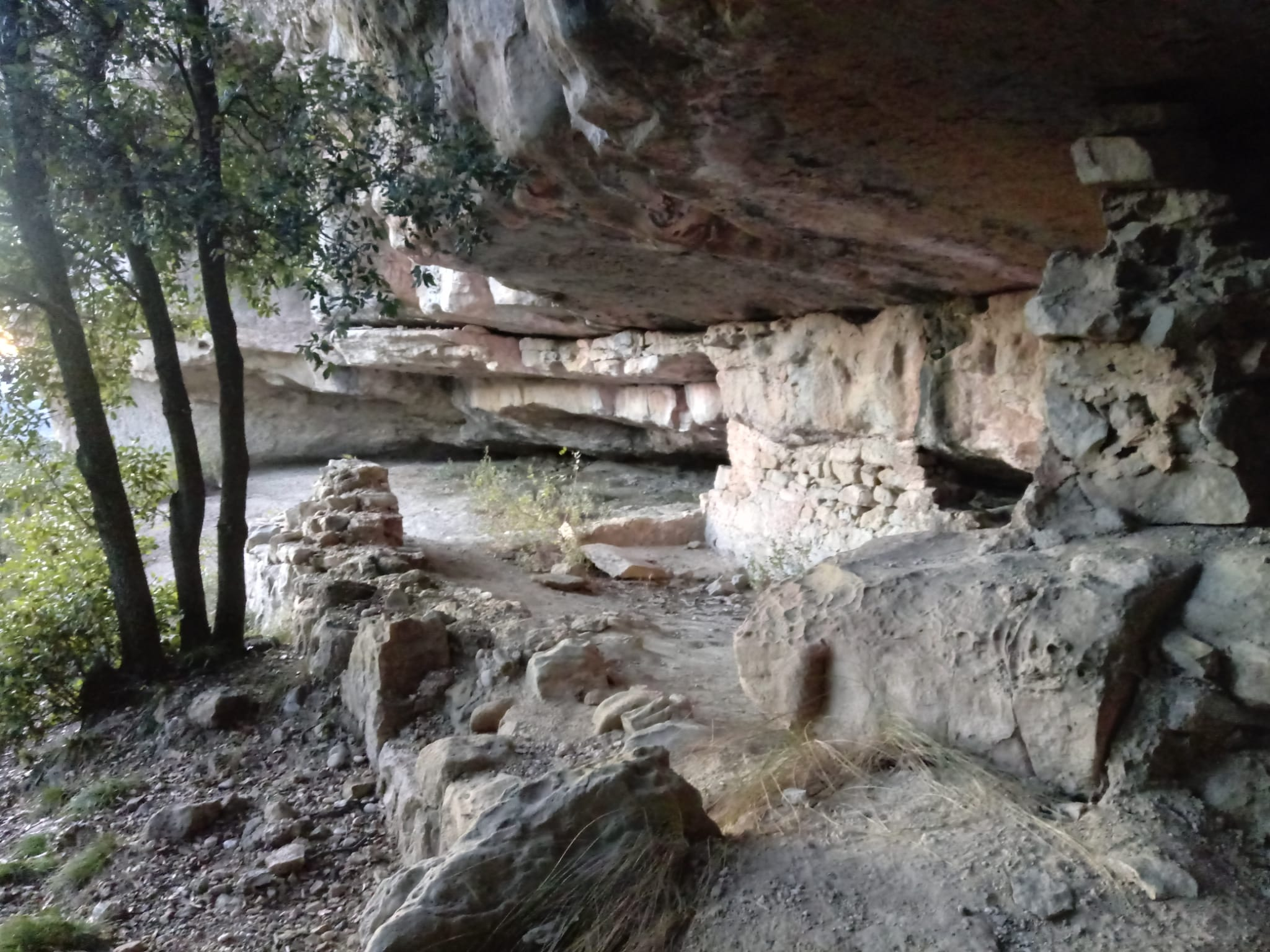
Meitat occidental de la balma
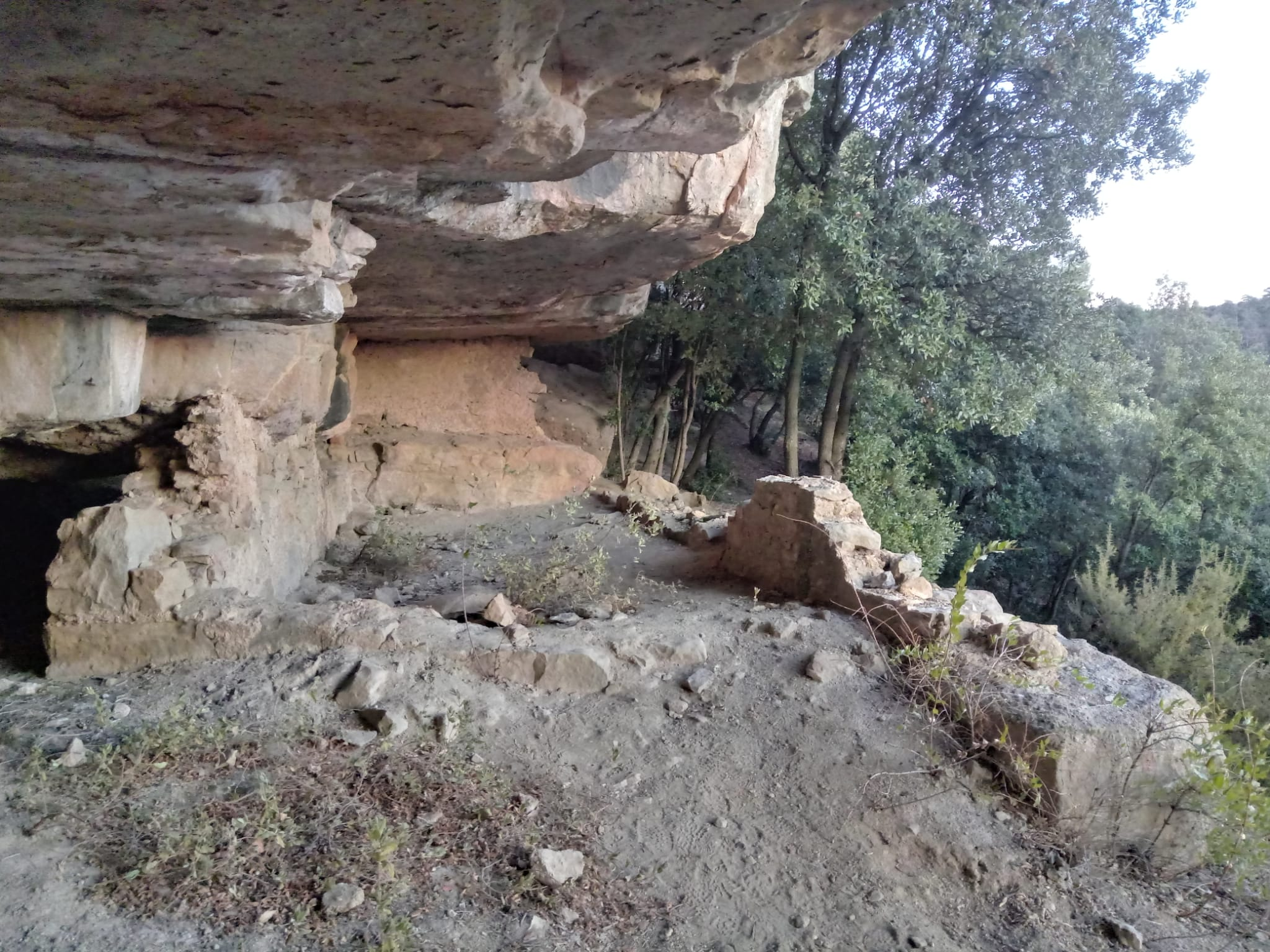
Restes de la construcció
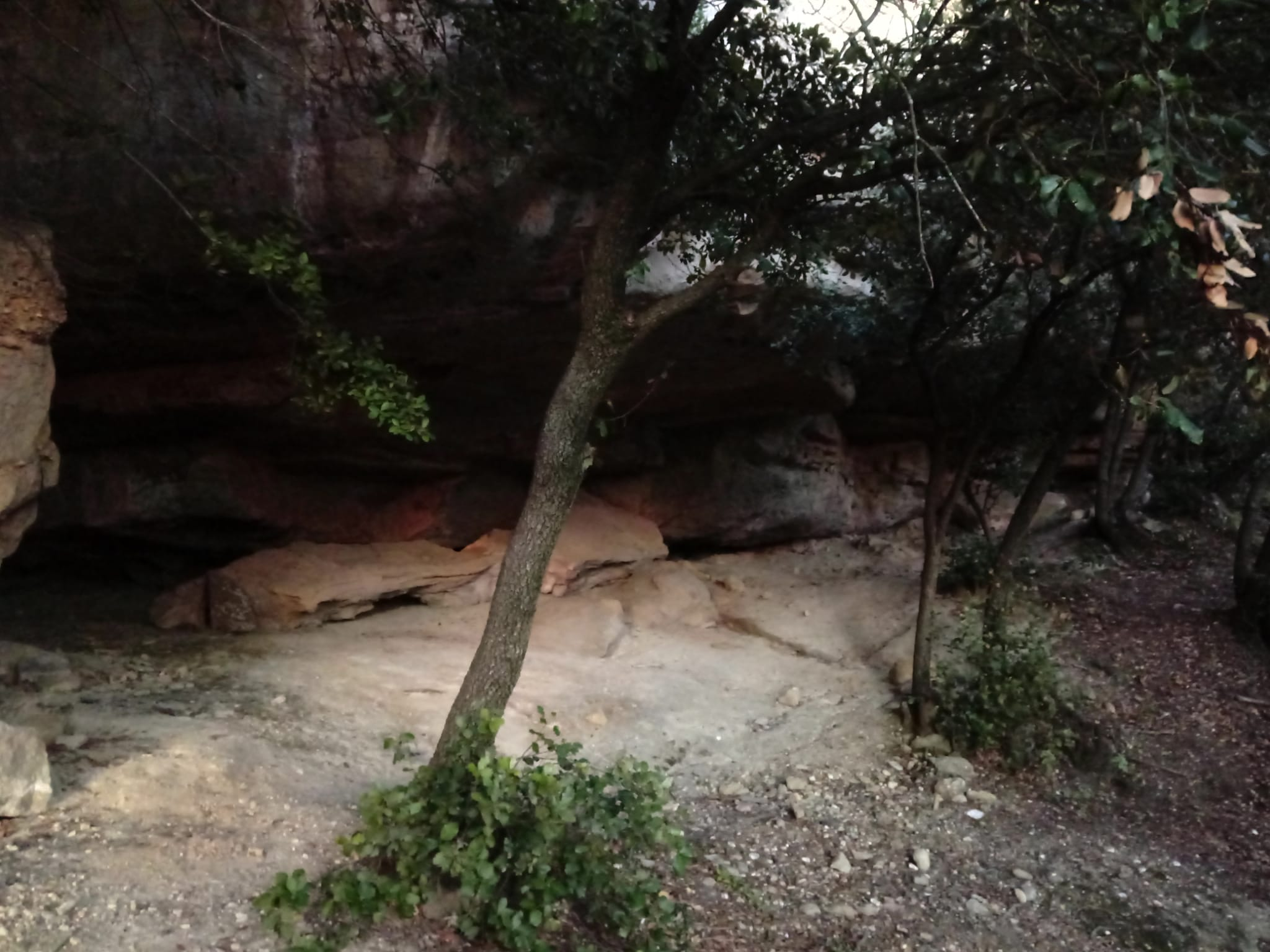
Meitat oriental de la balma